# Roststein
Ein Roststein, auch Roststab genannt, ist ein zumeist metallisches Bauteil, auf dem in einer Rostfeuerung der zu brennende Brennstoff liegt. Er begrenzt somit den Feuerraum in vertikaler Richtung nach unten.
Der Roststein wird zumeist innerhalb der Rostfeuerung bewegt, um den Brennstoff innerhalb des Kessels zu transportieren und gegen Ende des Rostes dann nur mehr mit Asche bedeckt, auch diese zu transportieren.
Weiters wird er zumeist durch die zugeführte Verbrennungsluft gekühlt, oder alternativ gesondert wassergekühlt gebaut.

Bilder von Roststeinen
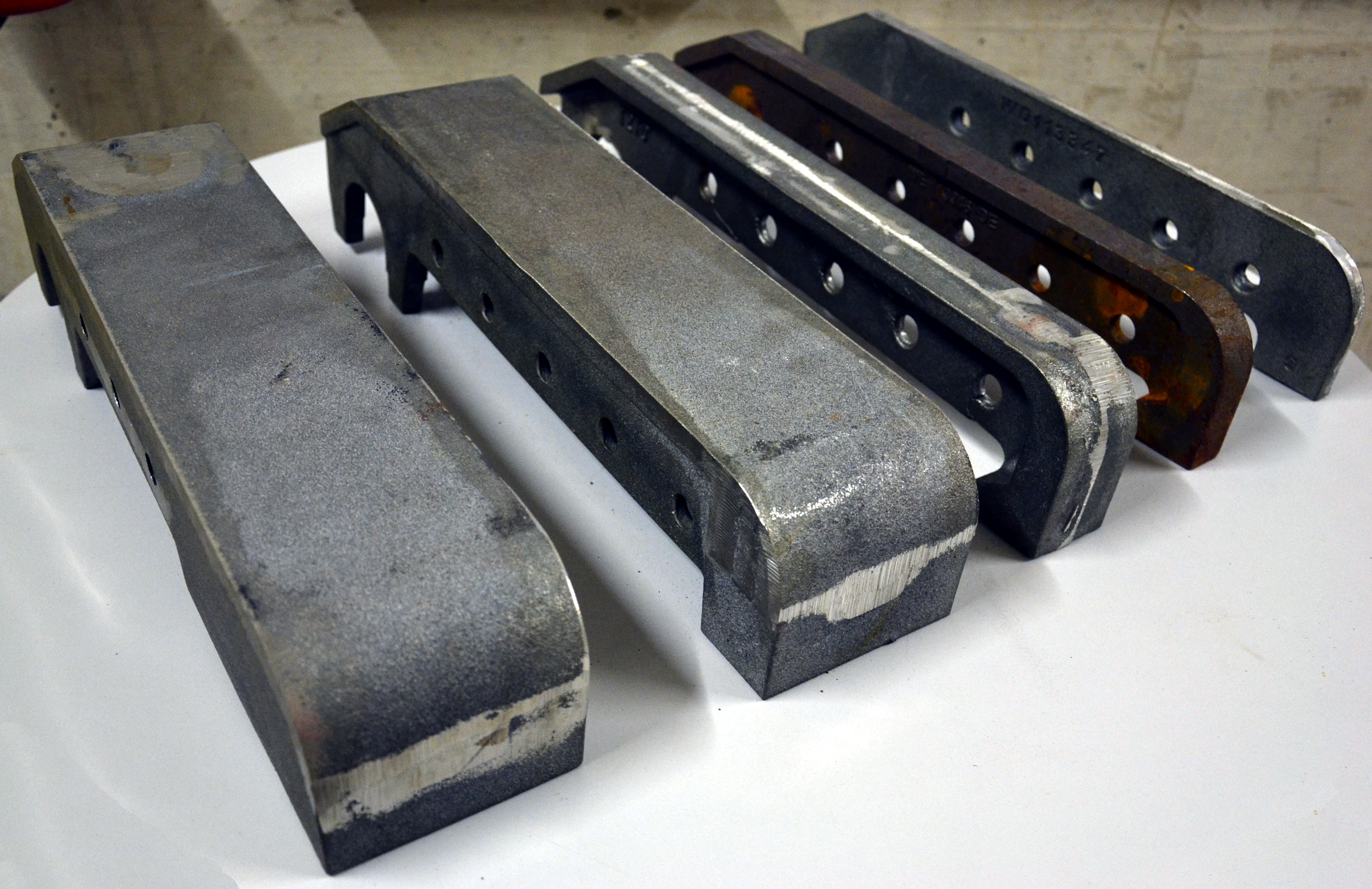
Roststeine des Treppenrostes eines Biomassedampfkessels
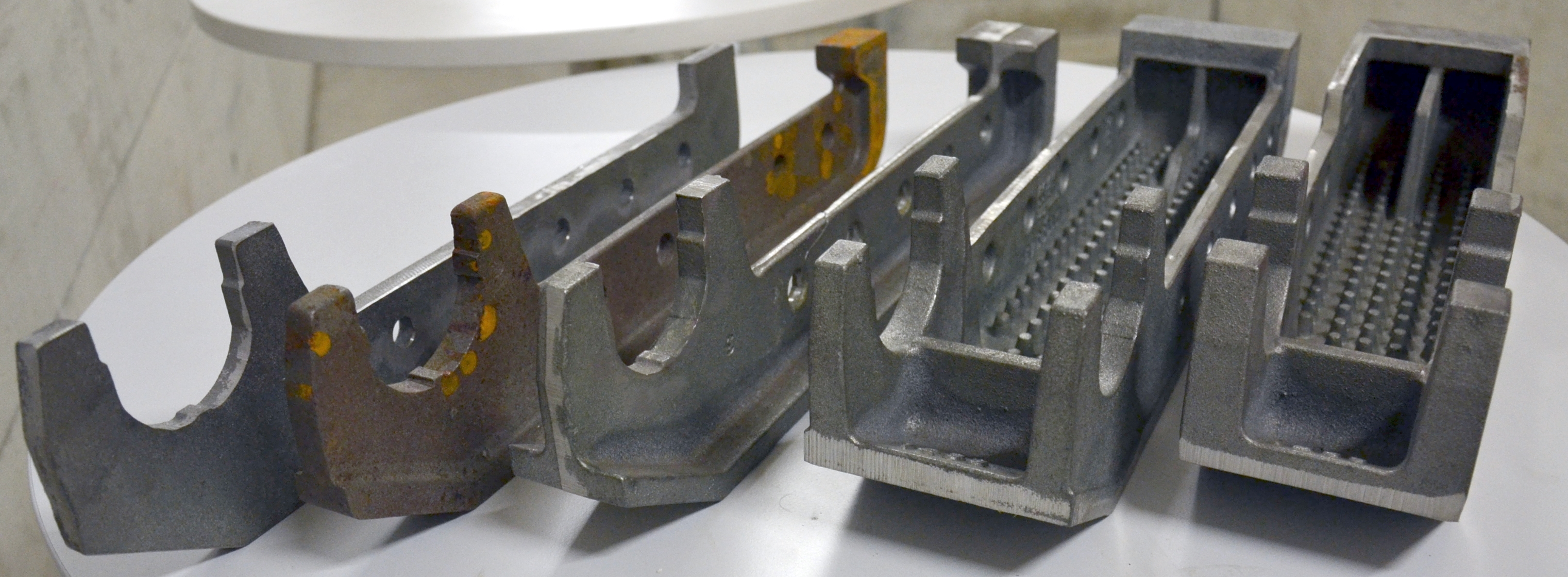
Unterseite der gleichen Roststeine
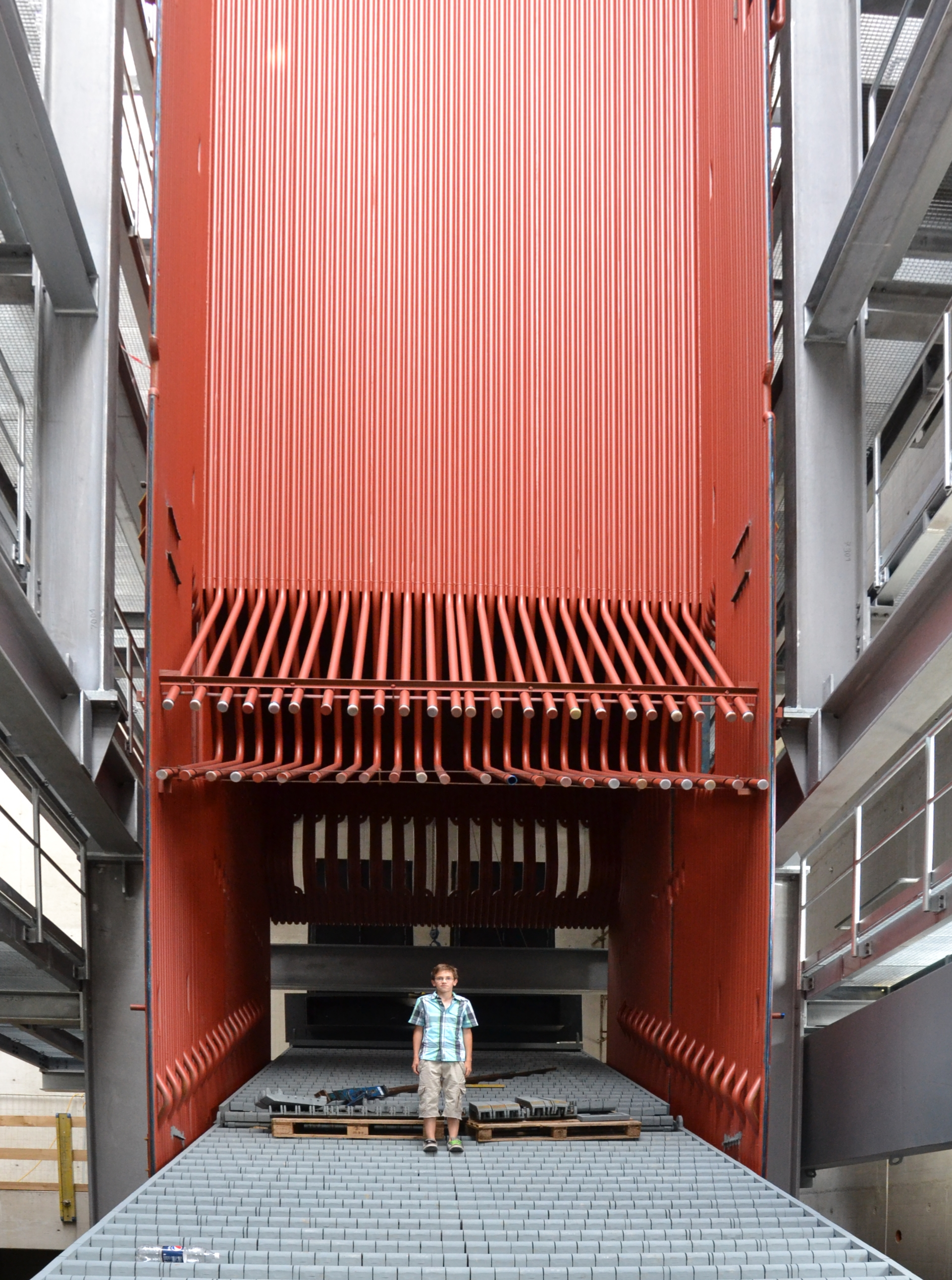
Biomassekessel mit Vorschub-Treppenrost (grau) bestehend aus rund 2000 Roststeinen
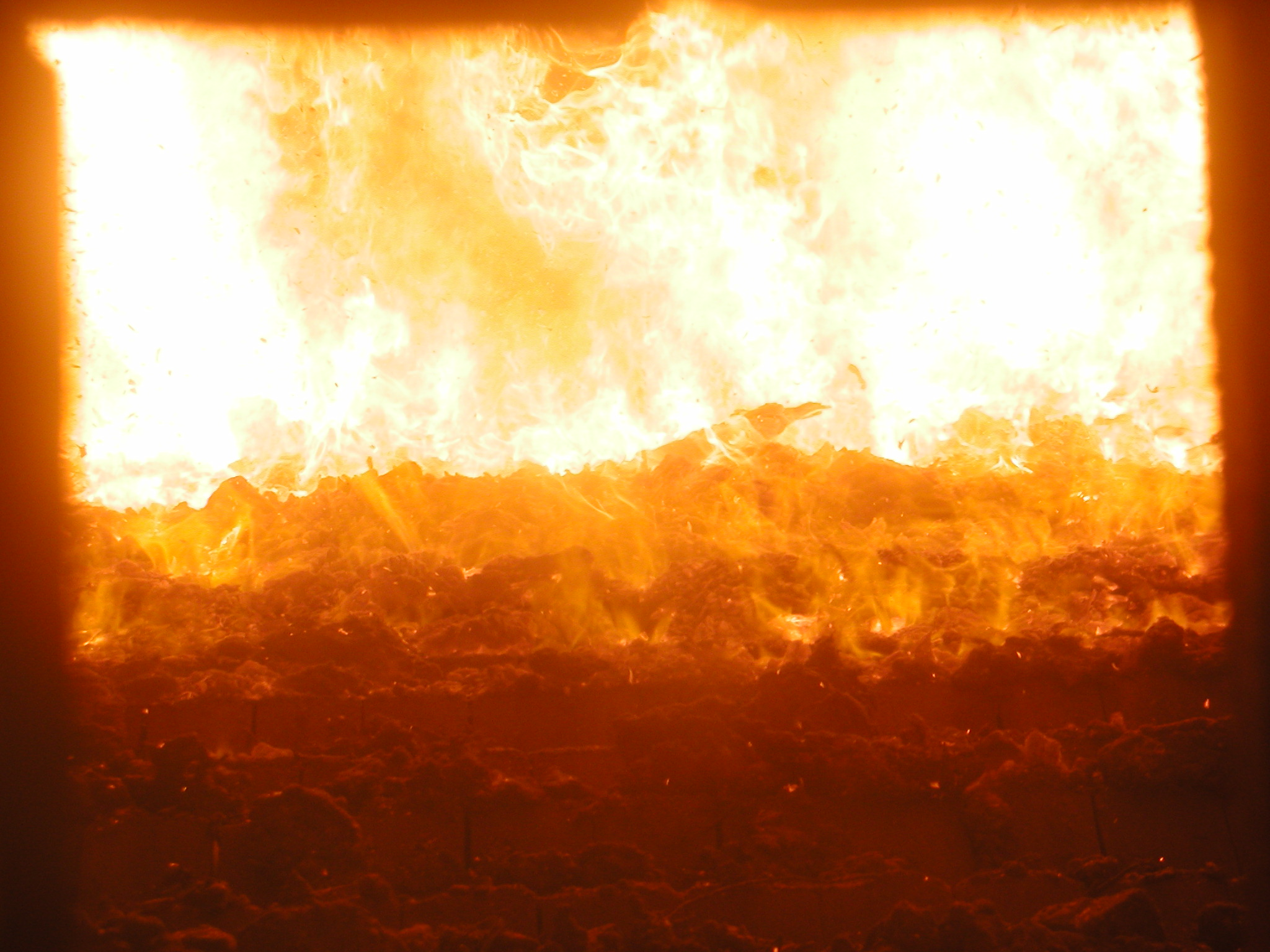
Holzfeuerung mit Vorschub-Treppenrost der aus einzelnen Roststeinen besteht (in Betrieb)